# Nicolas Bataille
Nicolas Bataille, född omkring 1330, död omkring 1400, var en fransk bildvävare från Paris.
Batailles mest kända tapet är den s.k. Apokalypstapeten (under senare delen av 1300-talet) vid slottet i Angers som han skapade tillsammans med målaren Hennequin de Bruges för Ludvig I av Anjou.